# Conférence des Organes Spécialisés dans les Affaires Communautaires
Die Conférence des Organes Spécialisés dans les Affaires Communautaires (COSAC) ‚Konferenz der Europa-Ausschüsse der [nationalen] Parlamente‘ ist eine seit 1989 halbjährlich stattfindende Konferenz der auf EU-Angelegenheiten spezialisierten Ausschüsse nationaler Parlamente und des Europäischen Parlaments. Sie soll die Zusammenarbeit zwischen nationaler und europäischer Parlamentsarbeit verbessern.
Dieser Schritt war notwendig geworden, nachdem nach Einführung der Direktwahl des europäischen Parlaments 1979 nur noch einige französische Abgeordnete ein Doppelmandat in beiden Parlamenten ausüben.
Auch der deutsche Bundesrat ist Mitglied der Konferenz.

## Geschichte
Die COSAC wurde am 16./17. November 1989 in Paris gegründet. Seit dem Vertrag von Amsterdam kann die COSAC dem Europäischen Parlament, dem Rat und der Kommission Beiträge über die Gesetzgebungstätigkeiten der Europäischen Union vorlegen. Dies gilt besonders für die Umsetzung des Subsidiaritätsprinzips, Fragen der Sicherheit und des Rechts sowie Grundrechte betreffende Angelegenheiten. Allerdings sind alle Beiträge der COSAC weiterhin unverbindlich.
1991 gab sich die COSAC eine eigene Geschäftsordnung, die den Ablauf ihrer Arbeiten regelt.